# نیکولای لفوف
نیکولای آلکساندروویچ لفوف (روسی: Николай Александрович Львов؛ ۴ مه ۱۷۵۳ – ۲۱ دسامبر ۱۸۰۳) یک هنرمند امپراتوری روسیه در عصر روشنگری بود. لفوف، یک آماتور از نسل اشراف، همه‌چیزدان بود که به زمین‌شناسی، تاریخ، هنرهای نگاشتاری و شعر کمک کرد، اما بیشتر به عنوان یک معمار و قوم‌نگار شناخته می‌شود که مجموعه مهم نخستین از آوازهای فولکلور روسی (مجموعهٔ لفوف-پراچ) را تدوین کرده است.
معماری لفوف نمایانگر نسل دوم «سخت‌گیر» معماری نئوکلاسیک است که از نظر سبک به جاکومو کوارنگی نزدیک است. لفوف در سنت پترزبورگ کار می‌کرد اما بهترین آثارش در مناطق روستایی باقی ماند، به ویژه در استان تور که زادگاه او بود. او ظاهر خارجی قلعه پیتر و پاول را طراحی مجدد کرد و کلیسای منحصر به فرد ترینیتی را ساخت که یک روتوندا از معماری روم باستان را با یک برج ناقوس هرمی بی‌نظیر ترکیب می‌کرد. او فناوری خاک کوبیده را به محیط شمالی روسیه تطبیق داد و از آن در کاخ پریوری در گاتچینا استفاده کرد؛ مدرسهٔ ساختمانی لفوف که در ۱۷۹۷ تأسیس شد، بیش از ۸۰۰ صنعتگر تربیت کرد. او همچنین در زمینهٔ نقشه‌برداری فعالیت کرد و رساله‌ای در مورد زغال‌سنگ‌های دونباس و حوضه مسکو منتشر کرد. او آزمایش‌هایی با آذرکافت زغال‌سنگ انجام داد، استفاده‌های جدیدی برای قطران زغال‌سنگ و گوگرد پیشنهاد کرد و کتاب مرجعی در زمینهٔ گرمایش و تهویه‌هوا نوشت.
لفوف نشان‌های نشان سنت ولادیمیر و نشان آنای مقدس (سنت آنا) را طراحی کرد، آثار آناکرئون، آندره‌آ پالادیو، فرانچسکو پترارک، سافو و هایمس‌کرینگلا را به زبان روسی ترجمه کرد، لیبرتوهایی برای اپرا و ودویل نوشت، به تحقیق در مورد سرگذشت‌های روسی پرداخت و یکی از اولین نسخه‌های بیلینای دوبرینیا نیکی‌تیچ را منتشر کرد. در سال ۱۷۸۳، او یکی از نخستین ۳۶ عضو آکادمی روسیه شد.
در سال ۱۹۳۱، ولادیسلاو خداسویچ، لفوف را «هوشمند و دقیق در تمام زمینه‌ها… که قرار نبود کار برجسته‌ای انجام دهد» توصیف کرد. پژوهشگران بعدی از دستاوردهای او تقدیر کردند: ریچارد تاروسکین مجموعهٔ آوازهای فولکلور لفوف را «بزرگ‌ترین و از نظر فرهنگی مهم‌ترین مجموعه‌های آوازهای فولکلور روسی» دانست، فیلیپ بوهلمان کشف هنر فولکلور روسی را «همه از اقدامات یک فرد، یعنی لفوف» دانست، و ویلیام کرفت برامفیلد، لفوف را «یکی از بزرگ‌ترین معماران نئوکلاسیک در دوران سلطنت کاترین دوم... زیبایی‌شناسی نئوکلاسیک در خالص‌ترین شکل آن» توصیف کرد.

## سال‌های ابتدایی

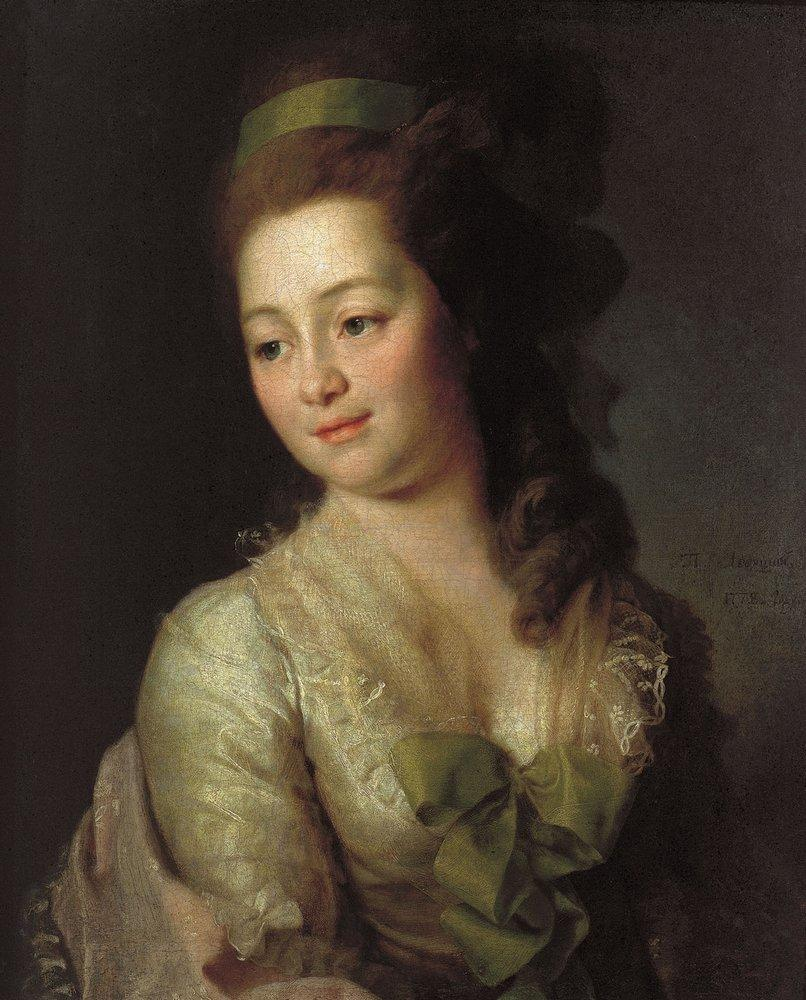
ماریا لفووا، متولد دیاکوا (اثر دمیتری لویتسکی، ۱۷۷۸)

نیکولای لفوف در یک املاک روستایی فقیر در ۱۶ کیلومتر (۹٫۹ مایل) از تورژوک به دنیا آمد. منابع منتشر شده پیش از ۲۰۰۱ تاریخ تولد او را ۴ مارس ۱۷۵۱ اعلام کرده‌اند؛ اما در سال ۲۰۰۱، گالینا دیمیتریوا با انتشار اسناد کلیسایی جدید که نشان می‌دهند لفوف در واقع در ۴ مه ۱۷۵۳ به دنیا آمده، تاریخ تولد او را اصلاح کرد.
در راستای سنت‌های زمانه، والدین نیکولای او را در سال ۱۷۵۹ به رگیمنت نگهبان پریابژنسکی وارد کردند. ده سال بعد، نیکولای به سنت پترزبورگ رسید و به این رگیمنت پیوست. در سال‌های ۱۷۷۰–۱۷۷۱، او در دوره‌های آموزشی رگیمنت ایزمایلوفسکی شرکت کرد؛ این دوره‌ها تنها نمونه آموزش رسمی در زندگی او بود. تا سال ۱۷۷۵، علاوه بر خدمت نظامی که تبدیل به یک تشریفات شده بود، لفوف به عنوان دبیر دیپلماتیک در کالج امور خارجه فعالیت می‌کرد و به کشورهای شیخه‌نشین‌های آلمان و دانمارک سفرهای گسترده‌ای داشت. در ژوئیه ۱۷۷۵، لفوف از هر دو خدمت نظامی و مدنی با رتبه سروان استعفا داد و به املاک والدین خود برگشت، اما یک سال بعد دوباره به خدمت دیپلماتیک بازگشت. این‌بار به لندن، مادرید، پاریس و هلند سفر کرد؛ در پاریس، لفوف به تماشای مکرر تئاتر علاقه‌مند شد و با شاعر ایوان خمنتسِر و خانواده میخائیل باکونین آشنا شد.
بازگشت به سنت پترزبورگ، لفوف یک تئاتر خصوصی در خانه باکونین تأسیس کرد و نقش‌های اصلی در نمایشنامه‌های ژان فرانسوا رنیار،  آنتونیو ساکینی و احتمالاً یاکوف کنیژنین ایفا کرد. او سبک زندگی متواضعی به عنوان یک کارمند دولتی داشت و در خانه دوستانش زندگی می‌کرد و تا مه ۱۷۷۹ که حقوقش به ۷۰۰ روبل در سال افزایش یافت، قادر به اجاره خانه‌ای برای خود نبود.
در حدود سال‌های ۱۷۷۸ یا ۱۷۷۹، لفوف رابطه‌ای با ماریا دیاکوا برقرار کرد (خواهر او، الکساندرا، نامزد وسیلی کاپینی بود). پدر ماریا که یک دولتمرد تأثیرگذار بود، از ابتدا به لفوف بی‌اعتماد بود و هیچ پیشنهادی برای ازدواج را نپذیرفت. ماریا و لفوف در ۸ نوامبر ۱۷۸۰ در یک کلیسای سنت پترزبورگ به‌طور مخفیانه ازدواج کردند. ماریا به مدت سه سال دیگر در خانه والدینش زندگی می‌کرد. تا سال ۱۷۸۳، وضعیت اجتماعی لفوف به حدی بهبود یافت که پدر او reluctantly ازدواج را تأیید کرد؛ و تنها پس از آن مراسم مخفی سال ۱۷۸۰ عمومی شد. این رابطه بین لفوف و ماریا دیاکوا به موضوع رمان عاشقانه تبدیل شد (آخرین شومیز در سال ۲۰۰۸ منتشر شد).
در آوریل ۱۷۸۱، لفوف به عنوان دبیر سفارت روسیه در درسدن، پادشاهی ساکسونی منصوب شد، اما «اراده ملکه» او را در دربار سنت پترزبورگ نگه داشت. به جای درسدن، او به ورشو و وین برای امور دولتی سفر کرد و موفق شد زمانی را برای تور شخصی در ایتالیا (لیورنو، پیزا، فلورانس، بولونیا و ونیز) اختصاص دهد. در طول سفر خود در ایتالیا، او با چندین شخصیت تأثیرگذار وابسته به دربار روسیه، از جمله کنت دمیتریو موچنیگو در پیزا، ملاقات کرد. در مه ۱۷۸۳، لفوف از امور خارجه به مدیریت دفاتر پستی منتقل شد و تا سال ۱۷۹۷ تحت نظر الکساندر بیزبوردوکو خدمت کرد. بیشتر دستاوردهای او در هنرها و علوم در کنار خدمت دولتی‌اش شکل گرفت و واضح است که این دستاوردها اولویت بیشتری نسبت به آن داشتند، به طوری که حرفهٔ لفوف به اندازهٔ گاوریلا درژاوین سریع پیش نرفت.

## شعر و سیاست
برخلاف مطالعات کلاسیک رایج در دوران خود، لفوف به عنوان شاعر به جریان نوظهور سانتیمانتالیسم تعلق داشت و در اکتشاف «صداقت بزرگ و خودجوش در کشاورز روسی» پیشگام بود. این اکتشاف، ویژگی‌هایی از شخصیت ملی ناتمام و ناشناخته روسیه را تعریف کرد. او بخشی از یک حلقهٔ نزدیک از شاعران هم‌فکر بود؛ اعضای اصلی این گروه که لفوف، درژاوین و وسیلی کاپینی بودند، با ازدواج‌هایشان با سه خواهر دیاکوا به هم پیوسته بودند. کاپنیست در سال ۱۷۸۱ با الکساندرا دیاکوا ازدواج کرد؛ درژاوین در سال ۱۷۹۵ با یکاترینا دیاکوا، دومین ازدواج خود، پیوند زناشویی بست. لفوف، کاپنیست و ایوان خمنتسِر در شکل‌دهی به خودشناسی شاعرانهٔ دوست بزرگ‌تر و معروف‌تر خود، درژاوین، نقش داشتند که حرفهٔ ادبی خود را از سال ۱۷۷۹ آغاز کرده بود. این گروه همچنین شامل نقاشان (دمیتری لویتسکی، ولادیمیر بوروویکوفسکی)، موسیقی‌دانان (یِوستِگنی فومین و احتمالاً دیمیتری بورتنیانسکی)، حکاکان و ناشران بود؛ مارینا ریستاریف حلقهٔ لفوف را «یک آکادمی روسی دیگر، هرچند غیررسمی» نامید.

## معماری

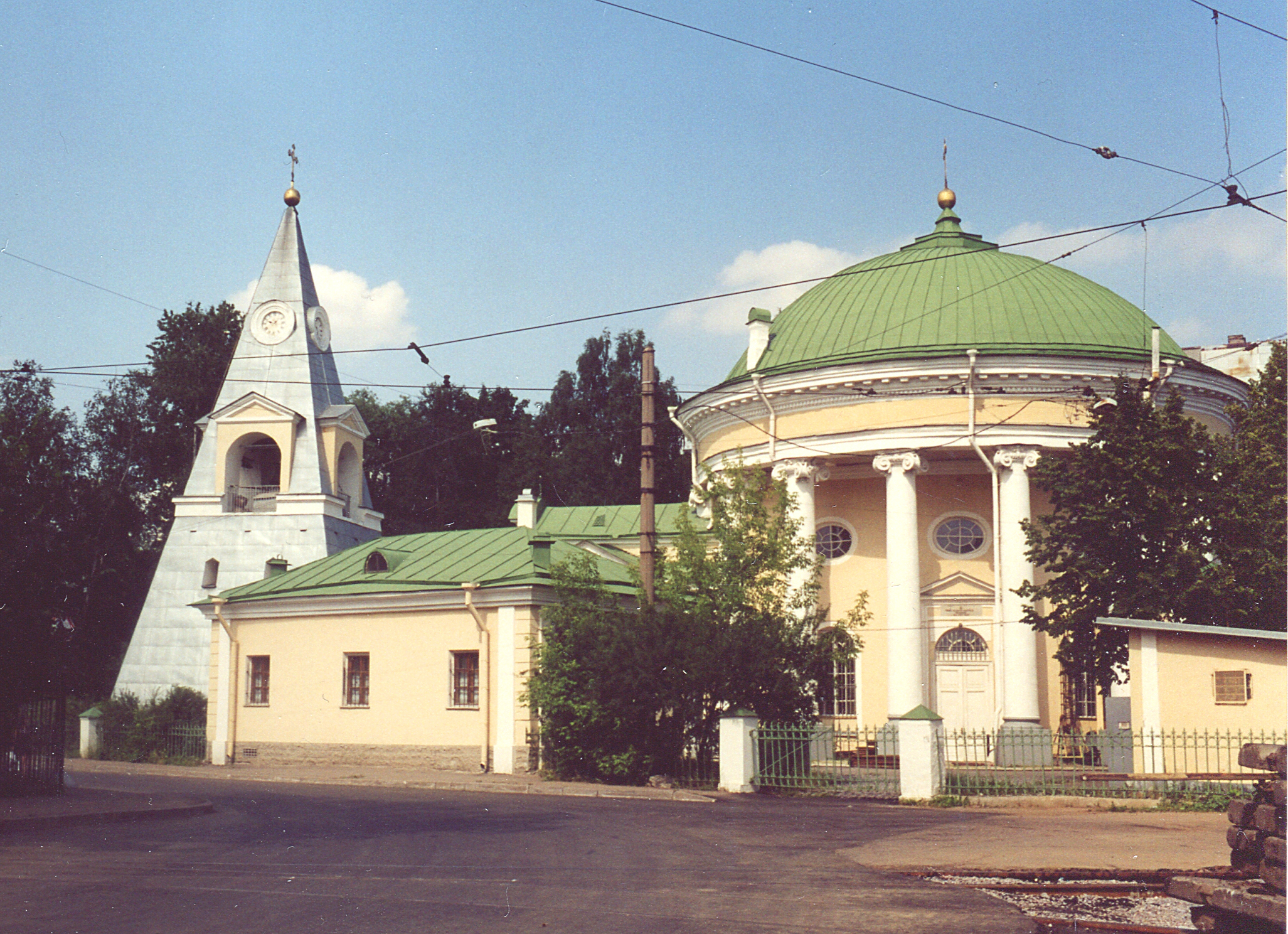
کلیسای تثلیث، سنت پترزبورگ

فهرستی از آثار معماری لفوف که توسط تاتارینوف گردآوری شده، شامل ۸۷ ساختمان و املاک روستایی است، برخی از آنها به‌طور قطعی با مدارک آرشیوی اثبات شده‌اند و برخی دیگر با درجه‌های مختلفی از اطمینان نسبت داده شده‌اند. اولین اثر در این فهرست، طراحی داخلی خانه‌ای برای ماریا فیودوروونا (سوفی دوروتی ووتمبرگ), عروس پال اول بود که توسط کاترین در تابستان ۱۷۷۶ سفارش داده شد. با این حال، اکثریت مطلق آثار لفوف برای مشتریان خصوصی ساخته شده‌اند: بیزبورودکو، گاوریلا درژاوین، اولنین (داتچه اوتکینا), ویکتور کوچوبی، خانواده‌های ورونتسوف و پیوتر ویازمسکی در دهه 1780.
در سال ۱۷۸۰، اندکی پس از دیدار کاترین و یوزف دوم، امپراتور مقدس روم در موگیلف، بیزبورودکو لفوف را به امپراتریس معرفی کرد. کاترین از لفوف خواست که کلیسای سنت جوزف در موگیلف را برای یادبود این رویداد طراحی کند، این پروژه باعث شد که او عضویت افتخاری در آکادمی امپریال هنر (۱۷۸۶) دریافت کند. کلیسای نئوکلاسیک روند تحت نظارت او تا سال ۱۷۹۸ ساخته شد. این کلیسا در سال ۱۸۰۲ به کلیسای جامع تبدیل شد، در سال ۱۹۳۴ به موزه تبدیل گردید و در سال ۱۹۳۷ تخریب شد. همچنین در سال ۱۷۸۰، لفوف پیشنهاد redesign دروازه نوا از قلعه پیتر و پاول در سنت پترزبورگ را داد؛ پروژه در سال‌های ۱۷۸۴–۱۷۸۷ به مرحله اجرا درآمد و شامل تعمیر کامل دیوارهای فرسوده قلعه با پوشش گرانیت و ساخت پایهٔ گرانیتی به جای پایهٔ چوبی قدیمی بود. شیوه توسکانی سردر دروازه نوا از بهترین آثار معماری او به‌شمار می‌آید، اگر نه بهترین.

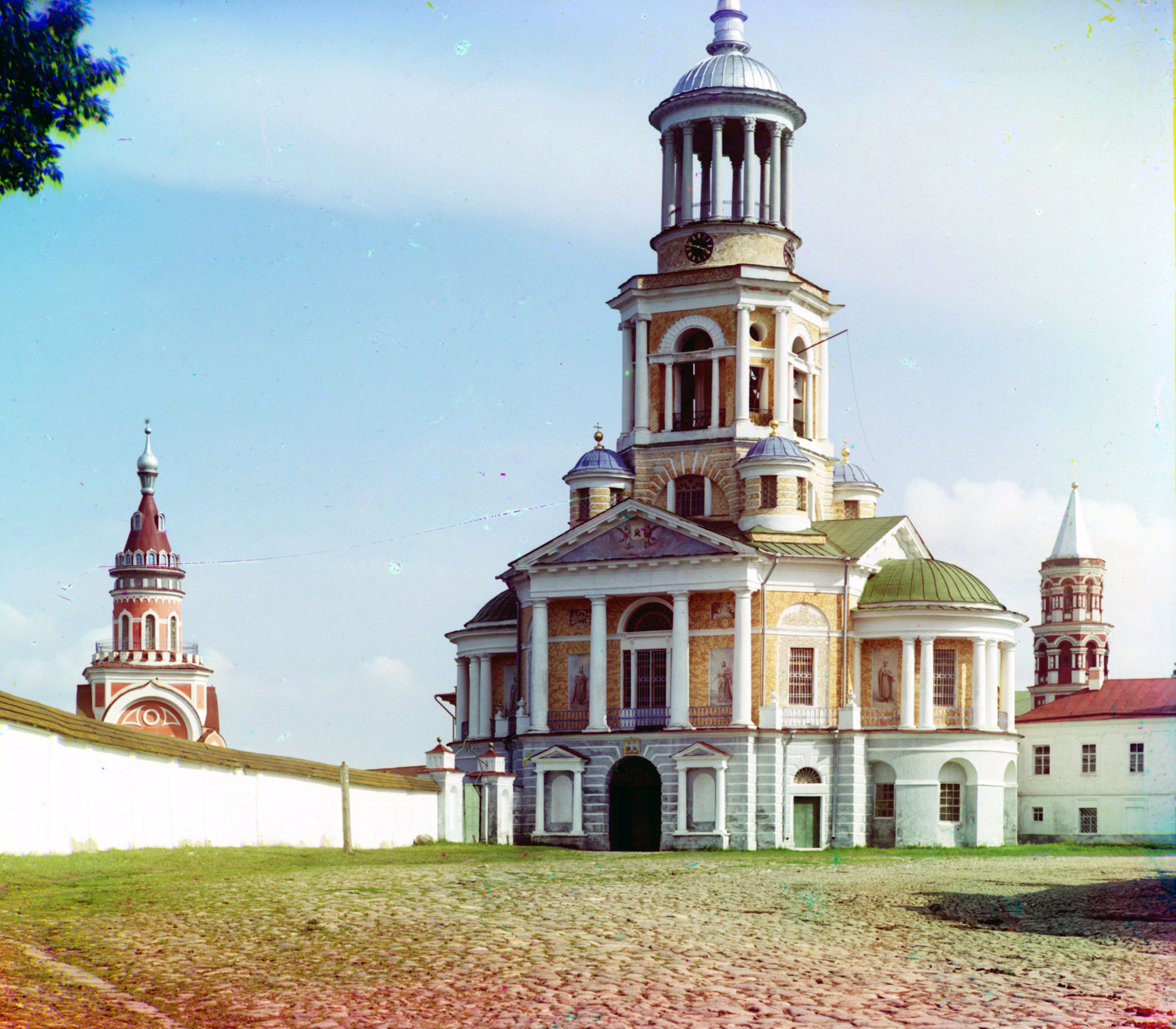
برج ناقوس کلیسای بوریسوگلِبِسکی. عکاسی از سرگئی پروکودین-گورسکی، ۱۹۱۰

در سال ۱۷۸۳، لفوف ساختمان جدیدی را برای کارفرمای جدید خود، اداره پست‌ها طراحی کرد؛ این مجموعه که به اندازه یک بلوک شهری بود، در سال ۱۷۸۹ تکمیل شد و بزرگ‌ترین پروژهٔ او در سنت پترزبورگ و همچنین خانهٔ شخصی‌اش شد: پس از تکمیل پروژه، لفوف و خانواده‌اش به آپارتمانی در طرف شمالی بلوک نقل مکان کردند. این ساختمان که در قرن ۱۹ توسط یِگور سوکولوف و در دهه ۱۸۵۰ توسط آلبرتو کاووس بازسازی شد، هنوز پابرجاست. بیزبورودکو، رئیس اداره، همچنان حامی لفوف باقی ماند و به او سفارش‌های خصوصی و عمومی داد (از جمله داتچه بیزبورودکو در سنت پترزبورگ) تا زمان مرگش در سال 1799.
یکی دیگر از مشتریان برجسته، پرنس ویازمسکی، مدیر کارخانه‌های دولتی پرسلان، از لفوف خواسته بود که یک ملک حومه‌ای (که اکنون در محدوده‌های سنت پترزبورگ قرار دارد) طراحی کند که شامل یکی از آثار غیرمعمول لفوف، کلیسای تثلیث در الکساندروفسکوی معروف به کولیچ و پاسکا (۱۷۸۵–۱۷۸۷) باشد. بخش اصلی گنبدی این کلیسا احتمالاً تحت تأثیر معبد وستا قرار داشت؛ برج ناقوس هرگز مشابهی در معماری روسی نداشت و پیش‌درآمدی بود برای احیای معماری مصر باستان که به سبک امپراتوری دوره الکساندر یکم، امپراتور روسیه مرتبط است.
در همان دوره، لفوف کلیسای جامع صومعه بوریسوگلِبِسکی در تورژوک را طراحی کرد که یک بنای پنج‌گنبدی نئوکلاسیک بود که در آن هم اشاره‌هایی به معماری روسی-بیزانسی نیز دیده می‌شد، سبکی که چندین دهه پس از مرگ لفوف شکل گرفت. برج ناقوس همان صومعه طراحی آخرین اثر شناخته‌شده لفوف بود؛ این برج پس از مرگ وی توسط فئودور آنانین آغاز شد و در سال ۱۸۱۱ تکمیل گردید.
در سال ۱۷۹۸، لفوف اولین جلد از کتاب Russky Pallady را منتشر کرد، ترجمه‌ای تطبیق‌شده از اثر آندره‌آ پالادیو تحت عنوان چهار کتاب معماری با نظرات طولانی خود لفوف. این دومین تلاش برای انتشار پالادیو به زبان روسی بود، پس از خلاصه‌ای از پرنس دولگوروکوف در ۱۶۹۹ که فقط در نسخه‌های دستی در گردش بود؛ اولین نسخه کامل و بدون تلخیص پالادیو تا سال ۱۹۳۸ منتشر نشد. این پروژه هشت سال طول کشید: لفوف شخصاً بیش از ۲۰۰ نسخه از حکاکی‌های اصلی از نسخه ۱۶۱۶ ونیز را که اولین نسخه‌ای بود که توانست به‌دست آورد، حکاکی کرد. لفوف آرزو داشت «طعم پالادیو در کشورم رونق یابد؛ پیچیدگی‌های فرانسوی و ظرافت‌های انگلیسی بدون ما طرفداران زیادی دارند» و به‌ویژه انتقاداتی از تطبیق‌های فرانسوی پالادیونیسم داشت.
پال اول، که در نوامبر ۱۷۹۶ به تخت سلطنت رسید، اکثر مقامات مادرش را عزل کرد اما بیزبورودکو را در راس امور خارجه نگه داشت. پال این لطف را به لفوف نیز کرده و به او حمایت دولتی و سفارش‌های جدید داد، هرچند هیچ‌یک به‌اندازه سفارش‌هایی که به وینچنزو برنا داده شد، مهم یا پر سود نبودند (خود خُداسِویچ: «حتی تحت حکومت جدید، لفوف مانند ماهی در آب شنا می‌کرد»). در یک پیچ و تاب غم‌انگیز از سرنوشت، در آوریل ۱۷۹۷، پال اول، لفوف را به مسکو فرستاد تا فرانچسکو بارتولومئو راسترلی's کاخ بزرگ کرملین را دوباره طراحی کند، یک پروژه که پیش از این توسط واسیلی بازهنوف تلاش شده بود. لفوف یک طرح وسیع تهیه کرد که شامل هسته‌ای نئوکلاسیک از یک کاخ سه‌بخشی در درون یک دژ معماری نوگوتیک بازطراحی‌شده بود، «یک ویلای سلطنتی صمیمی در محیطی پارک‌گونه.» طراحی او رادیکال‌تر از پیش‌نویس ۱۷۶۷ بازهنوف نبود که توسط کاترین در مراحل ابتدایی لغو شد، اما همان سرنوشت را داشت. پس از یک سال کار مقدماتی، پروژه لغو شد؛ تمامی تغییرات به‌عمل آمده بر ساختمان‌های موجود کرملین که توسط لفوف انجام شد، بعدها در کاخ کرملین بزرگ که توسط کنستانتین تون طراحی شد، گنجانده شدند.

## تکنولوژی
در سال ۱۷۸۵، لفوف یک همکار مفید به نام آدام منلاوز پیدا کرد، یکی از ۷۳ صنعتگر اسکاتلندی که توسط چارلز کامرون (معمار) به روسیه دعوت شده بود و معمار آینده خانه نیکلای یکم شد. تعامل و تأثیر بین لفوف و منلاوز مورد اختلاف است. آندریف در یک دیدگاه افراطی، منلاوز را کاملاً وابسته به استعداد لفوف دانسته بود؛ در حالی که کوزنتسوف از سوی دیگر منلاوز را معلم لفوف در طراحی و مدیریت ساخت می‌دانست و پیشنهاد می‌داد که فناوری خاک کوبیده لفوف در واقع توسط منلاوز توسعه یافته بود در حالی که لفوف جبهه محترم و ارتباطات دربار را فراهم کرده بود.